# Triángulo (Israel)

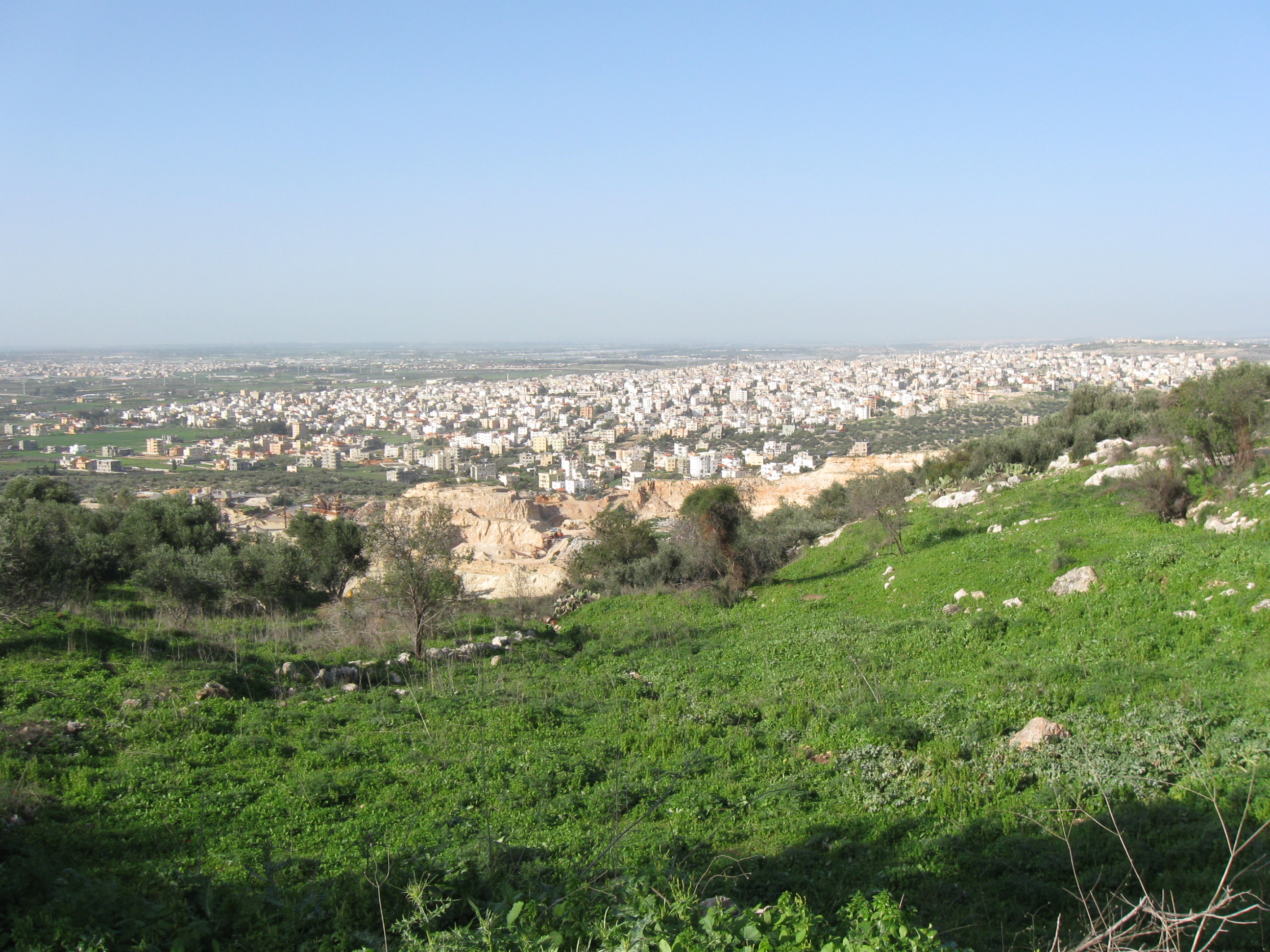
Vista general de Tayibe, la ciudad más grande del Triángulo Sur.

El Triángulo (en hebreo: המשולש‎: , HaMeshulash; árabe: en árabe: المثلث‎, al-Muthallath), anteriormente conocido como el Pequeño Triángulo, es una concentración de ciudades y pueblos árabe-israelíes ubicada junto a la Línea Verde, en la Llanura de Sharon; esta zona se encuentra en la frontera oriental tanto del Distrito Central como del Distrito de Haifa. A comienzos del año 2014 tenía una población aproximada de 300.000 habitantes.
El Triángulo se divide a su vez en el Triángulo Norte (alrededor de Kafr Qara, Ar'ara, Baqa al-Gharbiyye y Umm al-Fahm) y el Triángulo Sur (alrededor de Qalansawe, Tayibe, Kafr Qasim, Tira, Kafr Bara y Jaljulia). Umm al-Fahm y Tayibe son los centros sociales, culturales y económicos de los habitantes árabes de la región. El Triángulo es un baluarte del Movimiento Islámico en Israel y Raed Salah, el actual líder de la rama norte del movimiento, fue alcalde de Umm al-Fahm durante tres mandatos entre 1989 y 2001.

## Historia
Como consecuencia de la resolución 181 de la Asamblea General de las Naciones Unidas que supuso la partición del Mandato Británico de Palestina, la zona del Triángulo quedó ubicada en lo que habría de convertirse en el futuro estado árabe de Palestina. Sin embargo, la Guerra árabe-israelí de 1948 supuso la conquista de una parte de ella por el ejército israelí y el establecimiento y la soberanía de Israel sobre las zonas de Kafr Qasim, Jaljulia y Kafr Bara. Con anterioridad a este conflicto, la zona se conocía como el "Pequeño Triángulo" para diferenciarla del "Triángulo" más grande que formaban las ciudades de Yenín, Tulkarem, y Nablus.
Tras la conclusión de la guerra de 1948, la zona había sido designada para quedar bajo administración jordana, pero durante los Acuerdos de Armisticio de 1949, Israel insistió en tenerla a su lado de la Línea Verde argumentando motivos militares y estratégicos. Para conseguirlo, negoció un intercambio territorial por el cual cedió a Jordania las colinas del sur de Hebrón.[1][1] El término "triángulo" se expandió con posterioridad para incluir toda la zona alrededor de Uadi Ara (el Triángulo Norte a día de hoy) y la palabra "pequeño" quedó rápidamente olvidada.
Varios políticos israelíes han sugerido que el Triángulo debería ser transferido a un futuro Estado de Palestina a cambio de que Israel matuviese el control sobre sus asentamientos en Cisjordania, con el doble objetivo de mantener dichos asentamientos y conservar la mayoría judía en el Estado de Israel. En una encuesta de julio del año 2000 conducida por el periódico árabe-israelí Kul al-Arab entre 1.000 residentes de Umm al-Fahm, el 83 por ciento de los encuestados se oponían a la idea de una transferencia de su ciudad a una futura jurisdicción palestina. La idea del intercambio, que se ha discutido en las reuniones bilaterales entre Israel y EE. UU., es una parte importante del Plan Lieberman que lanzó Israel Beiteinu, dirigido por Avigdor Lieberman, pero gran parte de los árabe-israelíes se oponen a ella.